# Hrušky (district de Břeclav)
Pour les articles homonymes, voir Hrušky.
Hrušky (en allemand : Birnbaum, littéralement « poirier ») est une commune du district de Břeclav, dans la région de Moravie-du-Sud, en République tchèque. Sa population s'élevait à 1 618 habitants en 2020.

## Géographie
Hrušky se trouve à 9 km au nord-est du centre de Břeclav, à 53 km au sud-est du centre de Brno et à 233 km au sud-est de Prague.
La commune est limitée par Moravský Žižkov àl'ouest et au nord, par Prušánky au nord, par Moravská Nová Ves à l'est, par Týnec au sud-est, par Tvrdonice au sud, et par Břeclav au sud-ouest.

## Histoire
La première mention écrite du village date de 1348.